# Лабино (Вологодская область)
Лабино — деревня в Бабаевском районе Вологодской области.
Входит в состав Вепсского национального сельского поселения (с 1 января 2006 года по 13 апреля 2009 года входила в Комоневское сельское поселение), с точки зрения административно-территориального деления — в Комоневский сельсовет.
Расстояние до районного центра Бабаево по автодороге — 100 км, до центра муниципального образования деревни Тимошино по прямой — 9 км. Ближайшие населённые пункты — Васино, Гридино, Саутино, Сергеево, Фоминская.
По данным переписи в 2002 году постоянного населения не было.